# البيعة الأحمدية

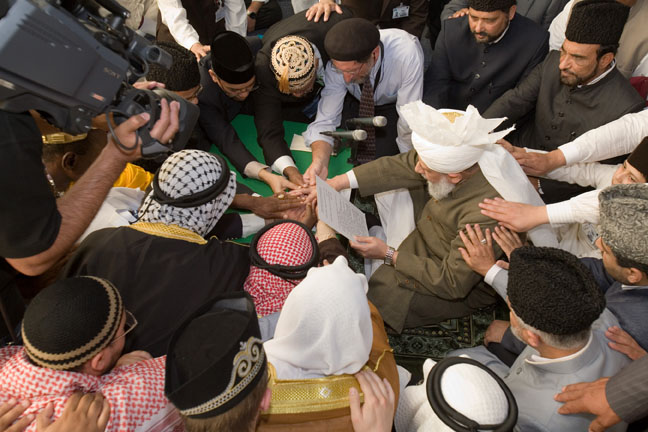
بيعة الأحمديين لخليفة المسيح الخامس ميرزا مسرور أحمد عام 2008.

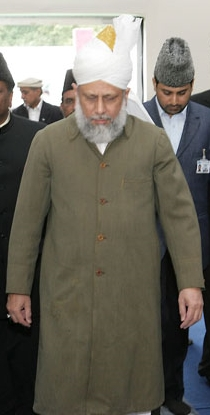
خليفة المسيح الخامس ميرزا مسرور أحمد مرتدياً المعطف الأخضر لغلام أحمد القادياني عام 2007.

البيعة الأحمدية هي بيعة يقوم بها الأحمديون لخليفة الجماعة الأحمدية وهي خلافة غير سياسية، والبيعة ممارسة تشكل أيضًا سمة بارزة في الأحمدية فبعد وفاة الخليفة "زعيم الجماعة يأخذ الخليفة المختار حديثًا البيعة من أعضاء الجماعة، والبيعة هي الإجراء القياسي للانضمام رسميًا إلى الجماعة الإسلامية الأحمدية. .
منذ عام 1993 تقام البيعة على نطاق دولي كل عام خلال التجمع السنوي للجماعة حيث يتم أخذ البيعة من قبل الخليفة الذي يبايع المتحولون الجدد على يده ويمكن للأعضاء القدامى في الجماعة إعادة تأكيد تعهداتهم. وتشمل البيعة الشهادة ، وصلاة التوبة ، والوعد بالالتزام بالشروط العشرة التي نص عليها ميرزا غلام أحمد للانضمام إلى الجماعة.

## البيعة
يعتبر مفهوم البيعة مهمًا جدًا لأحمديين ، بعد أن ادعى ميرزا غلام أحمد أنه تم تعيينه إلهياً كمجدد للإسلام، وأخذ البيعة الأولى في عام 1889 في لوديانا .في الهند ثم بعد ذلك سافر العديد من الأفراد مسافات طويلة إلى قاديان في إقليم البنجاب الهندي لينطلقوا في الجماعة الأحمدية. استمرت هذه الممارسة من قبل خلفائه.
بدأ التقليد في الأصل من قبل النبي الإسلامي محمد واستمر على يد الخلفاء الأربعة من بعده.

### البيعة الدولية
في عام 1993 ، قام الخليفة الأحمدية الرابع ميرزا طاهر أحمد بتدويل البيعة من خلال التلفزيون الإسلامي الأحمدية الدولية (MTA) التي تمكن الناس من جميع أنحاء العالم الآن من المشاركة في هذا التعهد الذي تم ترجمته في نفس الوقت إلى 12 لغة مختلفة. ومنذ ذلك الحين يتم أداء قسم الولاء الدولي كل عام في التجمعات السنوية. غالبًا ما ادعى أحمد أن هذا كان تحقيقًا تاريخيًا لعيد العنصرة الذي كان من المقرر أن يحدث في وقت المجيء الثاني.

#### السمات المميزة
منذ البيعة الدولية الأولى أصبحت بعض الأعمال جزءًا من التقليد خلال الحفل مثل أن يرتدي الخليفة المعطف الأخضر لميرزا غلام أحمد في الحفل. وقد أعار هذا المعطف إلى الخليفة الرابع لهذه المراسم من أخته. ومع ذلك تم تسليم المعطف إلى الخلافة بناءً على طلب الخليفة الخامس ميرزا مسرور أحمد .
يشكل أفراد المجتمع خمسة أو سبعة أسطر أمام الخليفة في الحفل لتمثيل القارات الخمس / السبع في العالم. المسؤولون عن منظمة المجتمع والأشخاص الآخرين الذين عملوا من أجل المجتمع أو تم اختيارهم بطريقة أخرى لهذا الحفل موجودون في هذه السطور. تسير الخطوط إلى حد ما بطريقة منظمة وبعد ذلك يكون أعضاء آخرون حاضرين. ينضم أعضاء المجتمع في جميع أنحاء العالم إلى الحفل على الهواء مباشرة من خلال التغطية التلفزيونية لقناة المجتمع الفضائية MTA. يضع الأعضاء ومن يريدون أن يصبحوا أعضاء أيديهم على ظهر الشخص أمامهم ، كما هو معروف من تقليد المسلمين الأوائل في زمن محمد وهكذا يشكلون سلاسل من الاتصال الجسدي مع الخليفة. يعتبر هذا الاتصال الجسدي ضروريًا فقط للحاضرين في الحفل.
ويؤدي الخليفة يمين الولاء أو البيعة على النحو التالي: أولاً يقرأ جملة أو جزء من جملة من القسم باللغة العربية ثم باللغة الأردية أو الإنجليزية ، والتي يرددها أفراد المجتمع بعده. . الصياغة تحتوي على الشهادة ، صلاة التوبة ، وتنطوي على الوعد بالالتزام بشروط البيعة العشر التي نص عليها غلام أحمد. ثم يتكرر نفس الجملة أو جزء من الجملة من قبل المترجمين في العديد من لغات العالم في وقت واحد ويكررها أعضاء المجتمع.
وبعد الاطلاع على نص يمين الولاء بكامله ، يقود الخليفة الأعضاء في صمت. في النهاية ، يسجد جميع أعضاء المصلين ، بمن فيهم المشاركون في جميع أنحاء العالم ، تعبيراً عن امتنانهم لله. هذا السجود ليس موجهاً في اتجاه معين ويتم في أي اتجاه يراه المرء مناسباً ولكنه يقودها الخليفة.